# Магат Моїсей Абрамович
Мойсей Абрамович Магат (25 січня (06 лютого) 1898, Вільно, Російська імперія– ?) — український дослідник та лікар у галузях онкології та радіобіології. Доктор медичних наук (1938), професор, завідувач відділу Київського рентгенівського інституту та лабораторії Інституту експериментальної біології і патології.

## Біографія
1915 року поступив до Петроградського університету, звідси 1918 року перевівся до Київського університету. 1919 року був мобілізований до Червоної армії, демобілізувався 1921 року. Далі навчався в Київському медичному інституті та на природничому відділенні Київського інституту народної освіти, які закінчив 1925 року. Того ж року почав працювати в Київському рентгенівському інституті. У 1930 році очолив лабораторію експериментального раку, а 1933 — відділ експериментальної біології і медицини.
Станом на 1940 рік також очолював лабораторію експериментального раку Інституту експериментальної біології і патології.
1941 року мобілізований як лікар до Червоної армії. Пропав безвісти.
Матір Магата Регіну Львівну за свідоцтвом очевидців вбили німецькі нацисти в кінці вересня 1941 року в Києві в будинку на вулиці Горького, 10, де вона мешкала, або в Бабиному яру.

## Наукові праці
- Krontowski und Magath, Über die Lebensfähigkeit der Gewebe nach der Vorbehandlung mit Lösungen von verschiedener H-Ionenkonzentration. Allruss. Pathol.-Tag. Kiew. 1927
- Krontowski und Magath, Über die Verteilung von K und Ca in den Zellen von Gewebskulturen. Allrussische Pathologen-Tagung. Kiew 1927
- Krontowski, A.; Magath, M. (1929). Vergleichende Transplantations- und Explantationsversuche zur Prüfung der Lebensfähigkeit blastomatöser Gewebe nach einer kurzfristigen Aciditätszunahme. Zeitschrift für Krebsforschung. 29 ((1)): 360—375. ISSN 0171-5216. doi:10.1007/BF01634499
- Krontowski, A. A.; Magath, M. A. (1930). Glykolyse und Aciditätszunahme in Den Gewebskulturen und Analoge Erscheinungen im Organismus. Klinische Wochenschrift. 9 ((46)): 2165—2168. ISSN 0023-2173. doi:10.1007/BF01738667
- Krontowski, A. A., Magath, M. A., & Smailowskaja, E. J. (1933). Beiträge zur Wirkung der Monojod-und Monobromessigsäure auf Tumoren. Zeitschrift für Krebsforschung, 38(1), 495—500
- Роль клеточной проницаемости в проблеме раковой клетки // Вопр. онкологии: Мат. 1-го съезда онкологов. Х., 1936. Т. 9
- Об этиологической роли канцерогенных веществ // Мат. 1-го з'їзду онкологів УРСР. К., 1940
- Об основах действия рентгеновых лучей и лучей радия на опухоли // Вопр. рентгенологии и смеж. областей. К., 1941. Т. 2
- Экспериментальные исследования по химиотерапии опухолей комплексными соединениями железа // Сб. тр. Киев. н.-и. ренгенорадиол. и онкол. ин-та. 1947. Т. 3.